# Garść dynamitu
Garść dynamitu (wł. Giù la testa, ang. A Fistful of Dynamite lub Duck, You Sucker!, lub Once Upon a Time... the Revolution) – film z 1971 w reżyserii Sergia Leone i z muzyką Ennio Morricone.

## Obsada
- James Coburn – John H. Mallory
- Rod Steiger – Juan Miranda
- Rik Battaglia – Santerna
- Franco Graziosi – Gubernator Jaime
- Romolo Valli – Dr Villega

## Opis fabuły
Rok 1913, trwa rewolucja meksykańska. Na pustkowiu krzyżują się ścieżki Juana Mirandy (Rod Steiger), rzezimieszka dowodzącego rodzinną szajką i Irlandczyka Johna Mallory'ego (James Coburn), członka IRA zbiegłego ze swego kraju w obawie przed aresztowaniem przez Brytyjczyków. Meksykanin od lat planuje napad na bank w pobliskim mieście Mesa Verde, a Mallory – specjalista od materiałów wybuchowych – posiada umiejętności ułatwiające rozbicie sejfu ze złotem.
Miranda próbuje namówić Mallory'ego do zawarcia specyficznej spółki, prośbą i groźbą. Ten – ku niekłamanemu zdziwieniu bandyty – ostatecznie ulega. Razem organizują i przeprowadzają udany napad na gmach bankowy, jednak w jego podziemiach zamiast pełnego skarbca Miranda znajduje więzionych rewolucjonistów. Okazuje się, że jego akcja była częścią planu wymierzonego przeciw wojskowej dyktaturze, a on sam – wbrew swej woli – zostaje obwołany ludowym bohaterem. Chcąc nie chcąc, bandyta przyłącza się do rewolucji, za co przyjdzie mu zapłacić rodzinną tragedią – ścigające rewolucjonistów wojsko wymorduje wszystkich jego synów.